# جون أ. إلستون
جون أ. إلستون هو محامي وسياسي أمريكي، ولد في 10 فبراير 1874 في ووودلاند في الولايات المتحدة، وتوفي في 15 ديسمبر 1921 بسبب غرق. نشط حزبياً في الحزب الجمهوري. وقد انتخب عضو مجلس النواب الأمريكي ‏.